# Кубок України з гандболу серед жінок 2020—2021
Кубок України з гандболу 2020-2021 — гандбольний турнір за Кубок України серед українських жіночих команд. Проводився вшосте після відновлення у 2016 році.. Турнір складався з двох раундів та фіналу чотирьох. Володарем Кубка України вп'яте стала львівська «Галичанка».
Жеребкування пар-учасниць 1/8 фіналу відбулось 15 січня 2021 року. Згідно з регламентом, у першому та другому раунді команди-суперниці проводять між собою два матчі, по одному на майданчику кожного з суперників, перший матч проводиться на майданчику команди, яка вказана першою. Перед кожним з етапів проводиться жеребкування. «Фінал чотирьох» проводиться на одному майданчику протягом двох днів. Переможці в своїх парах у другий день змагань проводять матч за Кубок України, а команди, що зазнали поразки — матч за третє місце. Володар Кубку України отримує право на участь в розіграші Європейського Кубка.

## 1/8 фіналу
5, 6 лютого 2021 р. 

«Карпати-Тячів» (Ужгород) – «ЗУНУ-Енерго» (Тернопіль)22:27, 17:33 

«Південна Пальміра» (Одеса) – «Карпати» (Ужгород) 25:44, 25:36

5, 21 лютого 2021 р. 

«Поділля-Університет» (Хмельницький) – «ТНУ ДЮСШ 21» (Київ) 27:34, 29:34

6, 7 лютого 2021 р. 

Рівне-ДЮСШ-4» (Рівне) – «Дніпрянка» (Херсон) 21:40, 22:46

18, 19 лютого 2021 р. 

«Львівська політехніка-ЛФКС» (Львів) – «Бровари БСФК» (Бровари) 40:29, 32:25

19, 20 лютого 2021 р. 

«Реал» (Миколаїв) - «Ніка» (Миколаїв) 48:25, 41:26

«ДЮІ (Кривий Ріг) – Збірна команда Києва «Спартак-Київ» (Київ) 26:21, 18:24

«Галичанка» (Львів) - «СумДУ» (Суми) +:- 

## 1/4 фіналу
7, 8 травня 2021 р. 

«Галичанка» (Львів) - «Карпати» (Ужгород) 31:21, 21:20

19, 20 травня 2021 р. 

«ТНУ ДЮСШ 21» (Київ) - «ЗУНУ-Енерго» (Тернопіль) 21:33, 27:26

20 травня 2021 р. 

«Реал» (Миколаїв) - «Львівська політехніка-ЛФКС» (Львів) 10:0; 40:34

21, 22 травня 2021 р. 

«Дніпрянка» (Херсон) - Збірна команда Києва «Спартак-Київ» (Київ) 34:28; 24:26

## Фінал чотирьох
Фінал розіграшу Кубка відбувся в м. Миколаїв 4 та 5 червня 2021 року. Півфінальні пари визначились шляхом жеребкування напередодні.
Кращими гравчинями першого півфінальних матчів визнано воротарку тернопільської команди «ЗУНУ-Енерго» Наталію Чирську, лінійну львівської «Галичанки» Анастасію Мєлєкєсцеву, півсередню миколаївського «Реала» Владиславу Слободян та воротарку херсонської «Дніпрянки» Тетяну Чорнявську..  У матчі за «бронзу» кращими гравчинями визнано ліву крайню миколаївського «Реала» Ольгу Шлюхтіну та півсередню тернопільської команди «ЗУНУ-Енерго» Юлію Бойчук, у фінальному матчі лінійну «Галичанки» Ірину Прокоп'як та півсередню «Дніпрянки» Анну Дябло. MVP Кубка України визнано лінійну львівської «Галичанки» Анастасію Мєлєкєсцеву.

#### Турнірна таблиця
|  | Півфінал |               |          |  |  |                   |                   |                   |
|  |          | «ЗУНУ-Енерго» | 16       |  |  |                   |                   |                   |
|  |          | «Галичанка»   | 32       |  |  | Фінал             | Фінал             | Фінал             |
|  |          |               |          |  |  |                   | «Дніпрянка»       | 19                |
|  | Півфінал | Півфінал      | Півфінал |  |  | «Галичанка»       | 29                |                   |
|  |          | «Реал»        | 20       |  |  |                   |                   |                   |
|  |          | «Дніпрянка»   | 24       |  |  | Матч за 3-є місце | Матч за 3-є місце | Матч за 3-є місце |
|  |          |               |          |  |  |                   | «Реал»            | 35                |
|  |          |               |          |  |  |                   | «ЗУНУ-Енерго»     | 24                |

#### Фінал
| 5 червня 2021 фінал |

| «Дніпрянка» (Херсон) | 19 — 29 | «Галичанка» (Львів) |
| -------------------- | ------- | ------------------- |
|                      | [ 8 ]   |                     |

| Арена ФОК «Намив» (Миколаїв) Арбітр: І. Тачук, Т. Ракитіна |

| 2                   |   | Олександра Чуприна  |   |
| 4                   |   | Яна Третіна         |   |
| 5                   |   | Анна Дябло          | 2 |
| 7                   |   | Валерія Горенко     | 3 |
| 8                   |   | Надія Пойманова     | 1 |
| 9                   |   | Аля Гончаренко      | 4 |
| 10                  |   | Наталія Панченко    | 1 |
| 12                  |   | Анастасія Кальченко |   |
| 14                  |   | Тетяна Ткач         |   |
| 19                  | в | Анна Жомер          |   |
| 21                  |   | Анастасія Калигіна  | 5 |
| 31                  |   | Анжела Садова       | 1 |
| 33                  |   | Ірина Павлик        |   |
| 55                  |   | Валерія Мартиненко  |   |
| 88                  |   | Тетяна Чорнявська   |   |
| 99                  |   | Віолета Комарова    | 1 |
| Головний тренер:    |   |                     |   |
| Борис Милославський |   |                     |   |

| 3                |   | Олеся Дяченко         | 2 |
| 4                |   | Наталія Шипляк        |   |
| 5                |   | Дарина Ляховенко      |   |
| 6                |   | Ірина Прокоп'як       | 2 |
| 7                |   | Мар'яна Маркевич      | 3 |
| 10               |   | Юлія Головко          |   |
| 11               |   | Ольга Василяка        |   |
| 12               | в | Вікторія Салтанюк     | 1 |
| 13               |   | Олександра Фурманець  | 2 |
| 14               |   | Ангеліна Овчаренко    | 3 |
| 16               | в | Марія Гладун          |   |
| 18               |   | Христина Майкут       | 2 |
| 20               |   | Катерина Козак        | 1 |
| 27               |   | Анастасія Мелекесцева | 4 |
| 33               |   | Діана Дмитришин       | 4 |
| 99               |   | Тетяна Поляк          | 5 |
| Головний тренер: |   |                       |   |
| Віталій Андронов |   |                       |   |